# Vlag van Hautes-Pyrénées

Vlag van Hautes-Pyrénées

De vlag van Hautes-Pyrénées is de niet-officiële vlag van het Franse departement Hautes-Pyrénées. Net als de meeste andere departementen van Frankrijk heeft Hautes-Pyrénées geen officiële vlag, maar wordt de hier rechts afgebeelde vlag op niet-officiële wijze gebruikt. De vlag is afgeleid van het wapen van dit departement.
De vlag toont een gele achtergrond met daarop twee rode luipaard leeuwen met blauwe tongen en klauwen.
Deze vlag is ook die van de voormalige provincie Bigorre, waartoe het departement historisch behoorde. Jean-Lou Montès stelde in 1999 voor om de banier van het wapen van Bigorre als departementale vlag aan te nemen.
Naast deze vlag is er een logovlag in gebruik.

Logovlag